# كرة القدم في مصر
كرة القدم في مصر تُعَدُّ الرياضة الشعبية الأولى، كما أنَّ المنتخب المصري هو أكثر المنتخبات العربية والأفريقية تفوقاً، فقد وصل المنتخب المصري في تصنيف الفيفا للمركز التاسع عالمياً عام 2010. ويعد هذا التصنيف الأعلى على مستوى تاريخ المنتخبات العربية كلها، كما أنه أول فريق أفريقي وعربي يلعب في كأس العالم وذلك عام 1934، بالإضافة لكونه المنتخب الأكثر حصولاً على كأس الأمم الأفريقية لكرة القدم فقد حصل عليها سبع مرات آخرها كان عام 2010 بأنغولا منها ثلاثة على أرضه، كما أن لمصر السبق على المستويين العربي والأفريقي في ممارسة اللعبة، فقد كان الاتحاد المصري لكرة القدم أول اتحاد عربي وأفريقي ينضم للاتحاد الدولي لكرة القدم وذلك عام 1923 بالإضافة لكون استاد الإسكندرية هو الأقدم عربياً وإفريقياً حيث تم بناؤه عام 1929.

## تاريخ كرة القدم في مصر

محمد زكي باشا وزير المعارف السابق في مصر

لم يكن المصريون[بحاجة لمصدر] على دراية أو معرفة بلعبة كرة القدم إلا بعد تواجد الاحتلال البريطاني، وذلك منذ نزول قوات الجيش الإنجليزي في الإسكندرية، حيث كان الجنود يلعبون كرة القدم في أوقات فراغهم في المكان الذي يُعتقد أنه بُنِيَ عليه ستاد الإسكندرية لاحقاً، مما تسبب في تجمهر عدد غفير من أهالي الإسكندرية لمتابعة اللعبة التي وجدوا فيها نوعاً من الإثارة والتي كانوا يرونها لأول مرة، وبعد أن شاهد شباب مصر جنود الاحتلال يمارسون اللعبة انطلقوا من المشاهدة إلى الممارسة في شوارع القاهرة والإسكندرية ومدن القناة، حيث كانت أماكن تمركز قوات الاحتلال، وفي سنة 1882 قرر محمد زكي باشا وزير المعارف إدخال الألعاب الرياضية ومن ضمنها كرة القدم في مناهج المدارس المصرية، وكان هذا القرار أحد نقاط التحول الأساسية نحو نضوج كرة القدم في مصر. وعلى الرغم من أن القرار كان إدخال الرياضة البدنية بمختلف أنواعها وليس كرة القدم فقط إلا أنه لم تستفد من ذلك رياضة أخرى قدر استفادة كرة القدم، فمنذ صدور هذا القرار بدأت مصر تعيش انفجاراً كروياً، ومن ناحية أخرى فقد أقنع طلبة المدارس المصرية بكرة القدم وأعطاهم الفرصة والحق في ممارستها.
بدأت المدارس على الفور بتشكيل الفرق لممارسة اللعبة، وكانت هذه بداية الاعتراف الرسمي للتلاميذ بممارسة اللعبة، فقد كانوا قبل هذا القرار يمارسون اللعبة بشكل عشوائي وبعيدا عن أعين الأهل حتى أصبحوا يلعبون في مدارسهم وعلى مشهد من مدرسيهم ونظار مدارسهم وبعلم أولياء الأمور.
وكان لهذا القرار من ناحية أخرى دوره في تعديل الخريطة الاجتماعية لكرة القدم المصرية؛ فبعد انضمام طبقة تلاميذ المدارس لقبيلة كرة القدم المصرية لم تعد اللعبة قاصرة على طبقة الفقراء وحدها؛ حيث أن طلبة المدارس في تلك الفترة كانوا من أفراد عائلات الطبقة المتوسطة أو الغنية وذلك بسبب إلغاء اللورد كرومر مجانية التعليم، ولم يبق في المدارس سوى التلاميذ الذين تستطيع عائلاتهم سداد فواتير تعليم أبنائهم، ولا يعنى ذلك أن فُرق الأحياء اندثرت بل بقيت بعد أن أصبحت أكثر تنظيماً، فبدأت القاهرة تشهد فُرقاً اشتهرت بأسمائها المختلفة، وباتت هذه الفُرق سواء كانت فُرقاً للأحياء والشوارع أو فُرقاً للمدارس، تتنافس في حوش وزارة المالية الذي كان رغم ضيقه مناسباً تماماً للعب والمنافسة وأصبحت فُرق الأحياء تتبارى فيما بينها، وفي عام 1895 حدث شيء هام في تاريخ الكرة، إذ شهدت ميادين القاهرة أول فريق مصري يخرج بنشاط الكرة من عصبية الأحياء إلى الوطنية بقيادة محمد أفندي ناشد الذي لعب باسم مصر مع فرق الجيش البريطاني، وكان الفريق يضم أحمد رفعت ومحمد خيري وإخوان جبريل.
بدأ محمد أفندي في بداية التسعينات من القرن التاسع عشر أولى خطوات تكوينه للفريق الجديد والذي أطلق عليه اسم "التيم المصرى"، وأصبح محمد أفندي رئيس الفريق والكابتن والمدرب أيضا، وبعد طول تدريب أحس محمد أفندي أن فريقه أتم استعداده لتحقيق الحلم الكبير المتمثل في الفوز على الإنجليز، فقام بإرسال دعوة لفريق الأورانس الإنجليزي في العباسية والذي كان يعد أقوى فريق كروى إنجليزي في مصر لإقامة المباراة التي جمعت بين الأورانس والتيم المصري في ملعب مقره ميدان الرميلة بالقلعة.
لعب الفريق المصري المباراة الهامة وأحرز محمد أفندي هدفا ثم أضاف أحمد رفعت هدفاً ثانياً حتى أطلق الحكم الإنجليزي الموظف بهيئة السكك الحديدية صفارة النهاية معلناً فوز التيم المصري على فريق الأورانس الإنجليزى، وكانت هذه المباراة لحظة فاصلة واستثنائية في تاريخ الكرة المصرية؛ فقد نشرت الصحف الخبر عن المباراة حيث كانت أول مباراة قومية في تاريخ الكرة المصرية.
ظل النشاط الكروي قاصرًا على فرق الأحياء والمدارس حتى بدأ تأسيس الأندية، وقد عرفت مصر أول مسابقة في تاريخها عندما قدمت جريدة الإمبرزيالي كأسًا باسمها لبطل المسابقة والتي اشتركت فيها فرق الجاليات الأجنبية، واستمرت المسابقة موسمًا واحدًا وفاز بها نادي الهوكي ببولاق (السكة الحديد)، وفي عام 1908 اختارت اللجنة الأوليمبية الدولية أنجلو بولانكي اليوناني الجنسية ممثلًاً لمصر في اللجنة وبدأ بولانكي في تأسيس الاتحاد المختلط للأندية الرياضية في مصر واختار مقره الإسكندرية، وضم الاتحاد سبعة أعضاء من مختلف الجنسيات ليس بينهم مصري.
وبعد أن دانت للاتحاد كل الأنشطة الرياضية قرر أن يمد سلطانه إلى نشاط كرة القدم، فنظم مسابقة عام 1913 اشترك فيها عدد من أندية الإسكندرية وبعض فرق الجاليات الأجنبية بالقاهرة، وكان الفائز يحصل على ميدالية المسابقة التي رسم على أحد وجهيها الإسكندر الأكبر وعلى الوجه الآخر تاريخ المسابقة، ولكن الأندية المصرية تمردت على نشاط الاتحاد ورفضت المشاركة في مسابقاته واكتفت بالمباريات الودية فيما بينها، وكان نشاط المدارس قد انتظم في مسابقات رسمية تحت إشراف أحمد حشمت باشا وزير المعارف.
وفي عام 1916 استطاعت بعض العناصر المصرية أن تجمع فريقًا يضم معظم اللاعبين الممتازين ولعب باسم منتخب مصر مع منتخب القوات البريطانية على ملعب نادي المختلط في 5 مايو 1916 وفاز الفريق المصري 2-4.

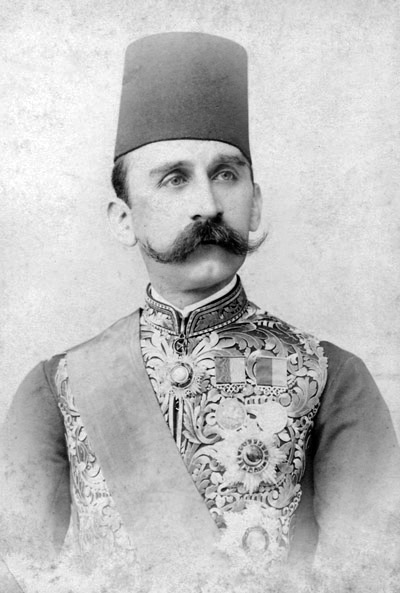
السلطان حسين كامل مؤسس كأس السلطانية

ورأت العناصر المصرية المعارضة لنشاط الاتحاد المختلط تشكيل هيئة تعمل بعيدًا عن سلطانه، فسعت إلى تنسيق نشاطها مع فرق القوات البريطانية وفي الرابعة مساء الاثنين بتاريخ 11 سبتمبر 1916 عُقد أول اجتماع بجريدة إجيبشيان ميل وحضره ممثلون عن القوات البريطانية و50 مندوبًا عن أندية القاهرة والإسكندرية وطنطا، كما أرسلت أندية بني سويف والشرقية والمنصورة موافقة كتابية على المشروع، واتفق الجميع على إنشاء اتحاد ينظم مسابقات الكرة في مصر، وكانت أول مسابقة هي الكأس السلطانية المهداة من السلطان حسين كامل وتتنافس عليها الفرق المصرية والأجنبية.
كان لنجاح المسابقة السلطانية في سنواتها الأولى أثرٌ كبير في ازدهار اللعبة وانتشارها، حتى قامت ثورة 1919 ضد الاحتلال البريطاني مشجعًا للعناصر الوطنية على التخلص من النفوذ الأجنبي، وأخذت تسعى لتمصير نشاط الكرة وفي 14 سبتمبر 1919 وجهت أول دعوة للنظر في تمصير الكرة من طرف إبراهيم علام وحسين حجازي وذلك للاجتماع بمكتب أحمد بك لطفي المحامي بميدان الأوبرا يوم الثلاثاء 16 سبتمبر 1919 في السابعة مساء.

### تأسيس الاتحاد
تم تأسيس الاتحاد المصري لكرة القدم عام 1921 وتم تشكيل أول لجنة لإدارة الاتحاد التي ضمت جعفر والي باشا رئيسًا وفؤاد أباظة بك وكيلًا ويوسف أفندي محمد سكرتيرًا وإسماعيل أفندي سري أمينًا للصندوق، والأعضاء عباس حلمي زغلول، ومحمد صبحي، وإبراهيم علام، ونقولا عرقجي، وطاهر السرجاني، وزكريا عباس، ورياض شوقي، وعبد الحميد محرم، وعلي صادق، ومحمد جاهين، ومحمد إبراهيم، وبدأت اللجنة اجتماعاتها بمقر النادي الزراعي بميدان الأوبرا ثم نقل مقر الاتحاد إلى النادي الأهلي ثم شارع المدابغ فشارع الشواربي إلى أن انتقل إلى مقره الحالى 5 شارع الجبلاية بالجزيرة.
انضم الاتحاد بعد ذلك للاتحاد الدولي لكرة القدم (فيفا) عام 1923م، وبهذا أصبحت مصر أول دولة عربية وإفريقية تنضم للاتحاد الدولي لكرة القدم، كما أن مصر أحد مؤسسي الاتحاد الأفريقي لكرة القدم وذلك عام 1957.

### تاريخ الأندية المصرية

نادي السكة الحديد أول نادي مصري كون فريق لكرة القدم

يعد نادي الجزيرة هو أقدم الأندية المصرية حيث تم تأسيسه عام 1882 ثم تلاه نادي الإسكندرية الرياضي (نادي سبورتنج) والذي تأسس عام 1889، وفي عام 1903 تم تأسيس نادي السكة الحديد والذي يعد أول نادي مصري كون فريق لكرة القدم ثم تلاه نادي الأوليمبي الذي تأسس عام 1905 بالإسكندرية ويعد عميد أندية الدورى العام الممتاز المصري وقد حصل على الدوري المصري عام 1966، وأصبح أول نادي يخرج بطولة الدوري العام خارج العاصمة (القاهرة) وأول الأندية المصرية مشاركة في بطولة أفريقيا للأندية أبطال الدوري وانسحب من دور الثمانية لظروف نكسة 67 كما فاز بكأس مصر مرتين عامى 1933 و1934 وتعد تلك الأندية الأربعة هي الأقدم في القارة الأفريقية كلها.
رابع الأندية المصرية من حيث التأسيس هو النادي الأهلي، حيث تأسس عام 1907، ويعد من أكثر الأندية شعبية في مصر والعالم العربي ومن أكثرها حصولا على البطولات المحلية والإقليمية، حيث فاز ببطولة إفريقيا للأندية أبطال الدوري إحدى عشر مرات وفاز ببطولة الأندية الإفريقية لأبطال الكأس 4 مرات وكأس الكونفيدرالية الأفريقية مرة واحدة بالإضافة إلى أربع ميداليات برونزية كثالث العالم ببطولة كأس العالم للأندية ، إلى جانب الكثير من البطولات الأخرى، ولعب له الكثير من أشهر لاعبي كرة القدم في مصر على مر العصور وعلى سبيل المثال: مختار التيتش وصالح سليم ومحمود الجوهري ومحمود الخطيب وثابت البطل ومصطفى عبده وطاهر أبو زيد وحسام حسن ومحمد أبو تريكة ومحمد بركات وعصام الحضري ونادر السيد وعماد متعب ووليد سليمان ومحمد الشناوي وغيرهم.
نادى الزمالك تأسس عام 1911 بأسم نادي قصر النيل، والذي هو أيضا من أكثر الأندية شعبية في مصر والوطن العربي ومن أكثر الأندية حصولا على البطولات المحلية والإقليمية، حيث فاز ببطولة إفريقيا للأندية أبطال الدوري 5 مرات وبطولة الأندية أبطال الكأس مرة واحدة، ولعب لنادي الزمالك الكثير من نجوم مصر البارزين مثل: حمادة إمام وطه بصري وأيمن يونس وجمال عبد الحميد وحسن شحاتة المدير الفني السابق لنادي الزمالك ومنتخب مصر وأحد أفضل مدربين العالم وحسام حسن وطارق السعيد وعبد الحليم علي ومحمود عبد الرازق (شيكابالا) وأحمد حسن كابتن منتخب مصر وعصام الحضري ونادر السيد وغيرهم.
نادي الترسانة هو ثالث الأندية المصرية حصولا علي البطولات المحلية حيث حصل على 6 بطولات لكأس مصر والدروي الممتاز مرة واحدة، أشهر لاعبيه حسن الشاذلي هداف منتخب مصر على مدار التاريخ ومصطفى رياض وحسن علي وشاكر عبد الفتاح والحملاوي والدهشور حرب وبدوي عبد الفتاح ومحمود حسن، وقد تأثر نادي الترسانة كثيرًا بعد منظومة الاحتراف.
ناديي الاتحاد السكندري والمصري البورسعيدي متشابهان لحد كبير من حيث الإنشاء والشعبية والظروف وحتى لون الزي الأخضر بخطوط وكتابة بيضاء وكلاهما يتمتع بشعبية كبيرة في مدينته على وجه الخصوص، مع الفارق بين الإسكندرية وبورسعيد في الكثافة السكانية  وهما أكثر الأندية مشاركة في الدوري الممتاز بعد الأهلي والزمالك ، وقد حصل نادي الاتحاد على كأس مصر 6 مرات بينما حصل النادي المصري على الكأس مرة واحدة رغم أنه من أكثر الأندية وصولا لنهائي البطولة (8 مرات)، لعب للاتحاد مجموعة من اللاعبين المصريين كشحته الاسكندراني وبوبو والجارم والبابلي والديبه واحمد صالح وعرابي، بينما لعب للمصري عدد من نجوم مصر البارزين مثل: عبد الرحمن فوزي والسيد الضظوي ومحمد بدوي ومسعد نور واينو وجمال جوده وإبراهيم المصري وحسام حسن وحاليا محمود عبد الحكيم وأحمد الشناوي.
ويأتي أيضا النادي الإسماعيلي  صاحب الثلاث بطولات للدوري العام وأول بطولة إفريقية لأندية أبطال الدوري في تاريخ مصر عام 1969 ويمتاز الإسماعيلي بالأداء العالي المهاري، وإخراج أفضل اللاعبين الناشئين على طول تاريخه حيث يلقب بـ(برازيل الكرة المصرية)، وقد لعب له الكثير من أبرع لاعبي الكرة المصرية على مدار تاريخه أمثال شحته وعلي أبو جريشة ومحمد صلاح أبو جريشة وأحمد حسن ومحمد بركات وحسني عبد ربه ومحمد حمص وأحمد علي.
ويأتي نادي المقاولون العرب في طليعة الأندية المصرية على الرغم من حداثة إنشائه فقد حصل على بطولة الدوري الممتاز مرة وعلى الكأس ثلاث مرات وحصل على بطولة أفريقيا للأندية أبطال الكأس ثلاث مرات.
ويوجد أيضا على الساحة الآن الكثير من الأندية التي تنتمى لمؤسسات وشركات مثل نادي حرس الحدود وإنبي وبتروجيت وطلائع الجيش والتي أثبتت نفسها على الساحة الرياضية بالإضافة لحصول بعضهم على بطولة كأس مصر.

## الجماهير
تعد لعبة كرة القدم الأكثر جماهيرية وشعبية في مصر، ولا تقتصر على الشباب فقط فلكرة القدم في مصر تواجد جماهيري بين مختلف الفئات العمرية سواء أطفال أو شباب أو شيوخ.
الناديان الأكثر شعبية هما النادي الأهلي ونادي الزمالك، ويليهم عدد من الأندية في شتى المحافظات لهم شعبية جماهيرية كبيرة مثل الاتحاد السكندري والنادي الإسماعيلي والمصري البورسعيدي وغيرهم، 

### الألتراس

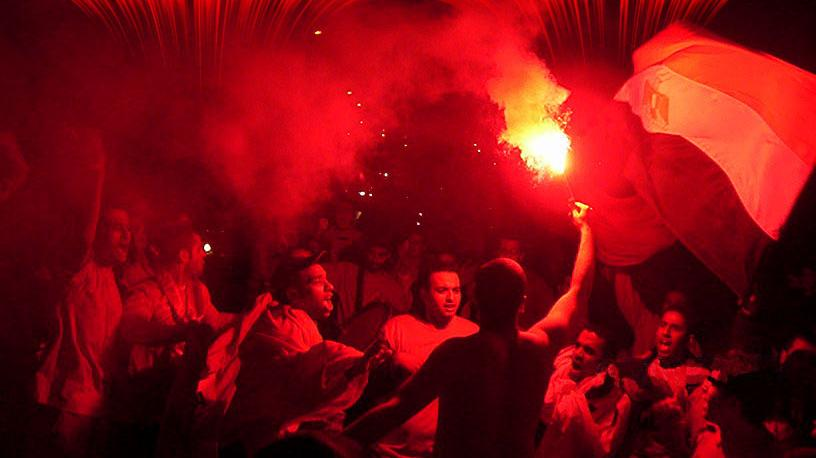
صورة لمجموعة من جماهير الأهلي اثناء دوري أبطال أفريقيا 2005

لم يكن في بداية الأمر تشجيعاً جماهيرياً للأندية بشكل منتظم حتى كان دخول الألتراس لمصر متأخرًا، إلا أن أبرز ما مهد لظهوره كان موقع كرة يحمل اسم النادي الأهلي، أطلقه مصريون محبون للنادي من خارج مصر سنة 1996، ومنتدى خاص بالنقاشات الكروية يتبع ذلك الموقع كان سببًا في ظهور رابطة ALU اختصار لاسم "اتحاد محبي الأهلي" وقد قاموا بتنفيذ أولى دخلاتهم في عام 2001 أثناء مبارة الأهلي مع ريال مدريد في الاحتفال بمئوية النادي.
ثم ظهر موقع آخر في 2005 تكونت على إثره رابطة أخرى وهي AFC، وهو نفس الوقت الذي ظهرت فيه رابطة "زمالك تي في" لتشجع نادي الزمالك، وصولًا لآخر مسمى وظهور لألتراس الفريقين "ألتراس أهلاوي" و"ألتراس وايت نايتس" في 2007.
في 17 مارس عام 2007 تأسست أول ألتراس في مصر وهم مجموعة وايت نايتس وهي مجموعة من مشجعي نادي الزمالك  ومكانها هو الثالثة يمين ، وظهر بعدها بتاريخ 8 أبريل عام 2007 مجموعة ألتراس أهلاوي، ثم بعد ذلك تأسس العديد من مجموعات الألتراس في الأعوام اللاحقة مثل ألتراس جرين ماجيك التابعة لنادي الاتحاد السكندري وألتراس القلعة الصفراء للنادي الاسماعيلي وألتراس سوبر جرين للنادي المصري وغيرها.
تتميز مجموعات الألتراس بقوة هتافاتها للاعبين مع عمل التصميمات الجذابة، ويستعملون الأدوات الخاصة كالطبول والدفوف والميكروفون والذي يتولاه كابو الفريق ليردد أفراد الألتراس الهتافات وراءه والشرائط الملونة والملابس التي يقوموا بتصميمها أحيانا إضافة للشماريخ والألعاب النارية.

### كوارث الملاعب

#### مذبحة بورسعيد

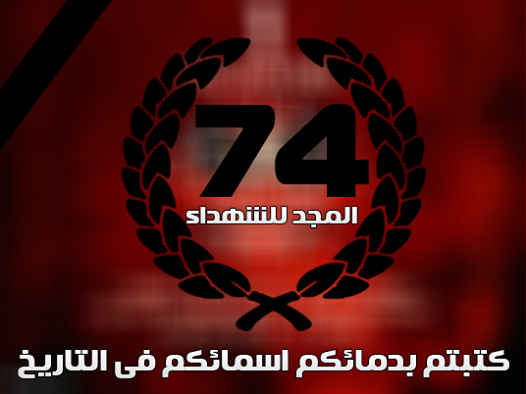
احدى لافتات رثاء ضحايا مذبحة بورسعيد

وقعت داخل ستاد بورسعيد مساء الأربعاء 1 فبراير 2012 (الذكرى الأولى لموقعة الجمل) عقب مباراة كرة قدم بين المصري والأهلي، وراح ضحيتها 72 قتيلا، بحسب ما أعلنت مديرية الشؤون الصحية في بورسعيد ومئات المصابين. وهي أكبر كارثة في تاريخ الرياضة المصرية. وصفها كثيرون بالمذبحة أو المجزرة، مشيرين إلى استبعادهم وقوع هذا العدد من الضحايا في أعمال شغب طبيعية وتخطيط طرف ما لها، ويجري التحقيق فيها من أطراف عدة.
بدأ أول إنذار لوقوع الكارثة بنزول الجماهير أرضية ملعب المباراة أثناء قيام لاعبي الأهلي بعمليات الإحماء قبل اللقاء، ثم اقتحم عشرات المشجعين أرضية الملعب في الفترة ما بين شوطي المباراة.
تكرر الأمر بعدما أحرز المصري هدف التعادل ثم هدفي الفوز التاليين، حيث اقتحم أرضية الملعب الآلاف بعضهم يحمل أسلحة بيضاء وعصي من جانب فريق المصري (الفائز 3-1) بعد إعلان الحكم انتهاء المباراة، وقاموا بالاعتداء على جماهير الأهلي، ما أوقع العدد الكبير من القتلى والجرحى - بحسب شهود عيان. وعزا بعضهم الهجوم إلى لافتة رفعت في مدرجات مشجعي الأهلي وعليها عبارة «بلد البالة مجبتش رجالة» والتي عدها مشجعو المصري إهانة لمدينتهم. وذكرت مصادر عديدة غياب كل الإجراءات أمنية والتفتيش أثناء دخول المباراة، فضلا عن قيام قوات الأمن بقفل البوابات في اتجاه جماهير الأهلي، وعدم ترك سوى باب صغير للغاية لخروجهم، مما أدى إلى تدافع الجماهير ووفاة عدد كبير منهم.
أوضح وكيل وزارة الصحة المصرية هشام شيحة أن «الإصابات كلها إصابات مباشرة في الرأس، كما أن هناك إصابات خطيرة بآلات حادة تتراوح بين ارتجاج في المخ وجروح قطعية». وأكدت مصادر طبية في المستشفيات التي نقل إليها الضحايا أن بعضهم قتلوا بطعنات من سلاح أبيض. وأكدت تقارير صادرة الطب الشرعي المبدئية وجود وفيات نتيجة طلقات نارية وطعنات بالأسلحة البيضاء.
وخرج الأهلي وجماهيره من بورسعيد داخل عربات مدرعة وعادوا للقاهرة بطائرات عسكرية. ودخلت وحدات من القوات المسلحة المصرية المدينة، وانتشرت على طريق الإسماعيلية - بورسعيد لمنع الاحتكاكات بين جماهير النادي الأهلي والمصري. كما أمّنت قوات الأمن قطار المشجعين العائد إلى القاهرة الذي وصل إلى محطة مصر، وكان آلاف من الأهالي والشباب المنتمين لروابط تشجيع الأهلي والزمالك في انتظارهم، حيث رددوا هتافات غاضبة تندد بالمجزرة وتطالب بالقصاص والثأر للقتلى وإنهاء الحكم العسكري في البلاد.

#### مذبحة الدفاع الجوي

احدى لافتات رثاء ضحايا ستاد الدفاع الجوي

حدث اشتباكات وقعت يوم 8 فبراير 2015 قبل مباراة الدوري بين نادي الزمالك ونادي إنبي في استاد دار الدفاع الجوي بالقاهرة راح ضحيتها 22 قتيلًا.
وقعت الأحداث بعد محاولة مشجعو نادي الزمالك دخول المباراة دون حملهم تذاكر دخول المباراة، وذلك لأن الداخلية المصرية سمحت بدخول 10 ألاف مشجع فقط لحضور المباراة، وبحسب ألتراس وايت نايتس فإن قوات الأمن بادرت بإطلاق قنابل الغاز على الجماهير، ردت وزارة الداخلية في بيان وقالت أن الوفيات حدثت نتيجة شدة التدافع بين الجماهير. بينما أكد الطب الشرعي أن جميع الجثث ثبت أنها لقيت مصرعها نتيجة الاختناق بالغاز، مضيفاً أنه لا توجد أي طلقات رصاص بالجثامين. نفت مصلحة الطب الشرعي هذا التقرير فيما بعد وأوضحت أنه تمت أحالت الطبيب إلى التحقيق لاتهامه بكتابة تقارير مزورة وغير صحيحة، وقالت أن الطبيب الذي أعد التقارير اعترف في التحقيق أن أهالي المتوفين ضغطوا عليه لكتابة التقارير بأن سبب الوفاة كان نتيجة اختناق بالغاز.
في تصريح متلفز قال هشام عبد الحميد المتحدث بإسم الطب الشرعي إن التدافع هو السبب الوحيد لسقوط الضحايا ونفى ان يكون سبب الوفيات نتيجة الغاز أو طلقات نارية، مضيفاً ان جميع الحالات كانت الإصابة فيها عبارة عن كدمات تتركز في منطقة الصدر والوجه والرأس.
بعث جوزيف بلاتر رئيس الاتحاد الدولي لكرة القدم ببرقية تعزية إلى السيد جمال علام رئيس الاتحاد المصري لكرة القدم، وعرض في رسالته تقديم الدعم للاتحاد المصري لكرة القدم مشيرًا إلى أن الفيفا مستعد لتقديم أي مساعدة في أعقاب هذه المأساة «سننتظر نتائج التحقيقات في هذه الفاجعة، كما أننا مستعدون لتقديم الدعم الذي قد يحتاجه الاتحاد المصري لكرة القدم في أعقاب هذه المأساة» وأضاف: «أود أن أعبّر عن خالص تعازينا القلبية لمجتمع كرة القدم في مصر في أعقاب المأساة التي حدثت في مباراة كرة القدم بين الزمالك وإنبي. كما أود أن أعبّر عن تعاطفنا مع أسر من فقدوا أرواحهم ليلة أمس. إنه من المحزن أن تخيم مثل هذه الأحداث المؤسفة على مباراة كرة قدم يفترض أن تحفل بالمتعة والمشاعر الإيجابية.»

## المشاركة في البطولات

### البطولات الدولية للمنتخب
لقد شاركت مصر في جميع البطولات الدولية الرسمية بلا استثناء وأدت أداء عالي في معظمهما سواء مع المنتخب الأول أو المنتخب الأوليمبي أو منتخب الشباب.

#### كأس العالم لكرة القدم
صعد المنتخب المصري لبطولة كأس العالم ثلاث مرات في تاريخه حتى الآن، حيث كانت المشاركة الأولى له في كأس العالم 1934 بإيطاليا تحت قيادة المدرب الإسكتلندي جيمس ماكراي، وقد شارك الفريق المصري في تلك البطولة بمباراة واحدة في ضد المنتخب المجري والتي انتهت بهزيمة المنتخب المصري بنتيجة 2-4  وأحرز الهدفين لمصر اللاعب عبد الرحمن فوزي وبهذا أصبحت مصر أول دولة أفريقية وعربية تشارك وتسجل أهداف في تاريخ بطولة كأس العالم.
المشاركة الثانية كانت في كأس العالم 1990 بإيطاليا تحت قيادة الكابتن محمود الجوهري، لعب المنتخب المصري مباراته الأولى ضد منتخب هولندا وتعادل بنتيجة 1-1 حيث أحرز اللاعب الهولندي ويم كيفت هدف المباراة الأول ثم تعادل المنتخب المصري بركلة ترجيحية سددها اللاعب مجدي عبد الغني، والمباراة الثانية ضد المنتخب الأيرلندي وانتهت بالتعادل السلبي 0-0 ثم خسرت في المباراة الثالثة والتي كانت ضد منتخب إنجلترا بنتيجة 0-1 وخرجت من الدور الأول.
المشاركة الثالثة كانت في كأس العالم 2018 بروسيا تحت قيادة المدرب هيكتور كوبر. لعبت مصر المباراة الأولى ضد منتخب أوروجواي وخسرت مصر المباراة بهدف اللاشيء سجله المدافع خوسيه خيمينيز في اخر انفاس المباراة. في المباراة الثانية واجهت مصر البلد المضيف روسيا وخسرت مصر المبارة 3-1، سجل لمصر محمد صلاح من ضربة جزاء وسجل لروسيا كلاً من دينيس تشيريشيف وأرتيم دزيوبا وأحمد فتحي في مرماه. اللقاء الثالث والأخير لمصر في البطولة كان لقاء عربي خالص مع منتخب السعودية والذي انتهى بفوز السعودية بهدفين مقابل هدف، سجل محمد صلاح هدف مصر الوحيد في المباراة وسجل للسعودية سلمان الفرج وسالم الدوسري، كما شهد اللقاء مشاركة عصام الحضري التي سجلت اسمه في التاريخ كأكبر لاعب يشارك في بطولة كأس العالم، كما تصدى الحضري أيضاً لركلة جزاء في هذه المباراة.
لعبت مصر حتى الآن في تاريخ كأس العالم 7 مباريات لم تفز في أي مباراة، تعادلت في مبارتين وخسرت 5 مباريات، لها من الأهداف 5 أهداف ودخل مرماها 12 هدف ولها نقطتين جمعتهما خلال مشاركتَيْها.
| \| إحصاءات المشاركة المصرية في كأس العالم \| إحصاءات المشاركة المصرية في كأس العالم \| إحصاءات المشاركة المصرية في كأس العالم \| إحصاءات المشاركة المصرية في كأس العالم \| إحصاءات المشاركة المصرية في كأس العالم \| إحصاءات المشاركة المصرية في كأس العالم \| \| المباريات1 \| الفوز2 \| التعادل2 \| الخسارة2 \| اهداف الفريق3 \| اهداف تلقاها3 \| \| -------------------------------------- \| -------------------------------------- \| -------------------------------------- \| -------------------------------------- \| -------------------------------------- \| -------------------------------------- \| \| 7 \| 0 \| 2 \| 5 \| 5 \| 12 \| 1. شاملة البطولتين. 2. يتضمن مباريات فوز أو خسارة أو تعادل في ضربات الترجيح. 3. يتضمن الأهداف بضربات الترجيح. |        |          |          |               |               |
| إحصاءات المشاركة المصرية في كأس العالم |        |          |          |               |               |
| المباريات1 | الفوز2 | التعادل2 | الخسارة2 | اهداف الفريق3 | اهداف تلقاها3 |
| 7 | 0      | 2        | 5        | 5             | 12            |

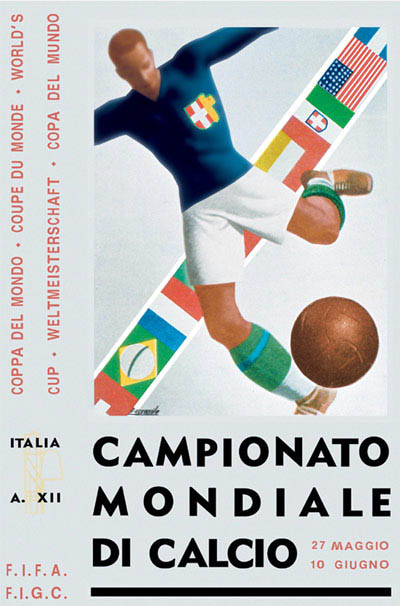
شعار بطولة كأس العالم 1934 وهي أول بطولة شارك فيها منتخب مصر في كأس العالم.
شعار بطولة كأس العالم 1990 وهي ثاني بطولة شارك فيها منتخب مصر في كأس العالم.
شعار بطولة كأس العالم 2018 وهي ثالث بطولة شارك فيها منتخب مصر في كأس العالم.

#### كأس القارات
| \| إحصاءات المشاركة المصرية في كأس القارات \| إحصاءات المشاركة المصرية في كأس القارات \| إحصاءات المشاركة المصرية في كأس القارات \| إحصاءات المشاركة المصرية في كأس القارات \| إحصاءات المشاركة المصرية في كأس القارات \| إحصاءات المشاركة المصرية في كأس القارات \| \| المباريات1 \| الفوز2 \| التعادل2 \| الخسارة2 \| اهداف الفريق3 \| اهداف تلقاها3 \| \| --------------------------------------- \| --------------------------------------- \| --------------------------------------- \| --------------------------------------- \| --------------------------------------- \| --------------------------------------- \| \| 6 \| 1 \| 2 \| 3 \| 9 \| 16 \| 1. شاملة البطولتين. 2. يتضمن مباريات فوز أو خسارة أو تعادل في ضربات الترجيح. 3. يتضمن الأهداف بضربات الترجيح. |        |          |          |               |               |
| إحصاءات المشاركة المصرية في كأس القارات |        |          |          |               |               |
| المباريات1 | الفوز2 | التعادل2 | الخسارة2 | اهداف الفريق3 | اهداف تلقاها3 |
| 6 | 1      | 2        | 3        | 9             | 16            |

أول ظهور للمنتخب المصري ببطولة كأس القارات في بطولة 1999 تحت قيادة المدرب محمود الجوهري وذلك بعد فوزه مع المنتخب ببطولة كأس الأمم الأفريقية 1998، حيث وقع الفريق المصري في المجموعة الأولى مع المنتخب المكسيكي منظم البطولة ومنتخب بوليفيا والمنتخب السعودي.
تعادل الفريق المصري في مباراته الأولى مع بوليفيا بنتيجة 2-2 حيث افتتحت مصر التسجيل بهدف للاعب عبد الستار صبري في وقت مبكر من زمن الشوط الأول ثم تعادلت بوليفيا في الدقيقة العشرون وأحرزت الهدف الثاني في آخر الشوط الأول وحققت مصر التعادل في منتصف الشوط الثاني بهدف للاعب ياسر رضوان.
في المباراة الثانية التي كانت ضد المكسيك قدم المنتخب المصري مباراة من أفضل مبارياته مع الجوهري، فقد استطاع التعادل مع الفريق المنظم للبطولة بعدما كان متأخراً 0-2 ويلعب بعشر لاعبين بعد طرد ياسر رضوان في الدقيقة 63 حيث أحرز أحمد حسن الهف الأول لمصر بالدقيقة 79، ثم تألق سمير كمونة بشكل لافت للنظر بعدما سجل الهدف الثاني ببراعة، وبالإضافة لمجهود المدافع محمد يوسف الذي تغلب على خطورة كواتيموك بلانكو نجم هجوم منتخب المكسيك.
المباراة الثالثة وهي أسوأ مباراة للمنتخب المصري في تاريخ مشاركته ببطولة كأس القارات والتي أحدثت غضب جماهيري كبير في الشارع المصري، فقد هُزم أمام المنتخب السعودي بنتيجة 5-1، بدأ الجوهري التشكيل بياسر ريان بدلا من رضوان بعد طرده في مباراة المكسيك، وبسبب سوء الخطة لعب الفريق بشكل عشوائي وازدادت أزمة الفريق في الملعب بعد طرد حازم إمام الذي كان من أهم لاعبي التشكيل من حيث الموقع والتحرك والأداء المميز، كما أنتقد كثير من المحللين الرياضيين داخل مصر وخارجها الآداء التحكيمي بسبب طرد حازم إمام مع العلم ان هذا هو الطرد الوحيد لحازم إمام في تاريخه الكروي.
الأداء السيئ في مباراة السعودية أدى لظهور حالات من الاحتجاج وبعض المناوشات في الشارع المصري مما أدى لتدخل الشرطة، وعلى الجهة الأخرى طالب كمال الجنزوري رئيس مجلس الوزاء تقريراً من سمير زاهر رئيس الاتحاد المصري لكرة القدم عن الهزيمة فيما هاجم حسام حسن في المكسيك زملائه بسبب الهزيمة، وأعُفي محمود الجوهري المدير الفني من أي مسؤولية.

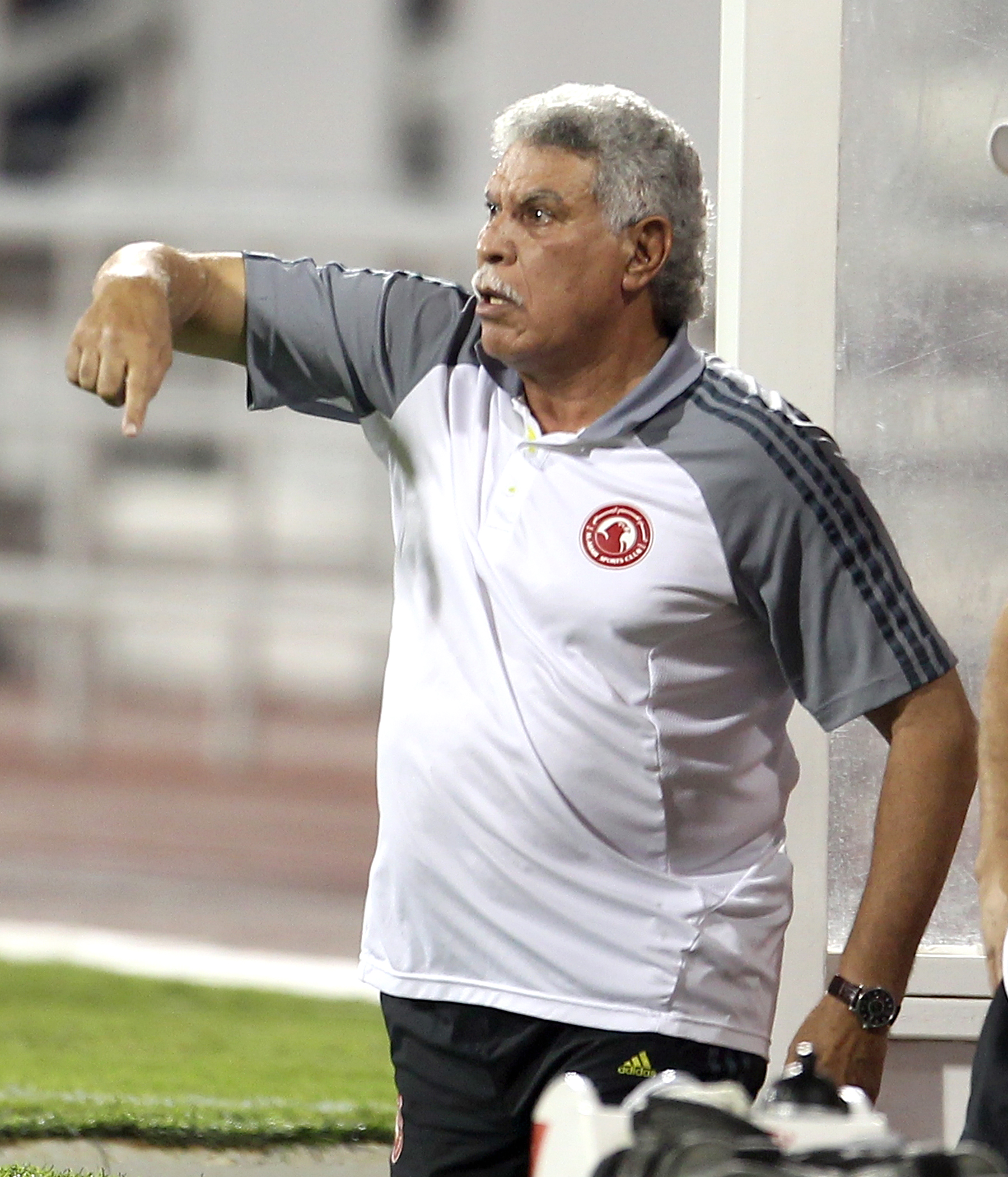
حسن شحاتة صاحب الثلاثية الأفريقية ومدرب المنتخب المصري في كأس القارات 2009

المشاركة الثانية للمنتخب في بطولة 2009 بعد فوزه ببطولة الأمم الأفريقية 2008 بقيادة المدرب حسن شحاتة حيث وقع في المجموعة الثانية لتجنب المنتخب الإفريقي الآخر (جنوب أفريقيا) والذي وضع على رأس المجموعة الأولى بصفته منظماً للبطولة، ووقعت مصر بجوار كلٍ من المنتخب البرازيلي ومنتخب إيطاليا ومنتخب الولايات المتحدة.
خسرت مصر المباراة الأولى أمام البرازيل بنتيجة 4-3 بعد تقديم عرض قوي قبل الخسارة في الوقت بدل الضائع بهدف من ركلة جزاء سجله اللاعب البرازيلي كاكا، ويعتبر المنتخب المصري المنتخب الأفريقي الوحيد الذي تمكن من إحراز ثلاثة أهداف في مرمى منتخب البرازيل في مباراة واحدة على مر التاريخ، كما يعتبر المنتخب المصري هو المنتخب الوحيد عالمياً الذي أحرز ثلاثة أهداف في مرمى منتخب البرازيل في مباراة واحدة في ولاية المدرب البرازيلي دونجا.
وفي المباراة الثانية فاز المنتخب المصري على بطل العالم آنذاك منتخب إيطاليا بهدف تاريخي أحرزه نجم النادي الإسماعيلي اللاعب محمد حمص، ويعتبر هذا الفوز هو الفوز الأول لمنتخب أفريقي على منتخب إيطاليا الأول.، ثم خسرت مصر المبارة الثالثة أمام منتخب الولايات المتحدة الأمريكية بنتيجة 3-0 لتودع البطولة.

شعار بطولة كأس القارات 1999
شعار بطولة كأس القارات 2009

#### كأس الأمم الأفريقية

صورة تتويج المنتخب المصري بكأس الامم الأفريقية عام 2006

شكل كأس الأمم الأفريقية التي احتفظت به مصر مدى الحياة.

يعد المنتخب المصري الفريق الأنجح في بطولة أمم أفريقيا على الإطلاق، فقد فاز بالبطولة 7 مرات كرقم قياسي، كما انه أول فائز بها فقد حمل اللقب الأول في أول بطولة أقيمت في السودان 1957، وكان هداف البطولة اللاعب المصري محمد دياب العطار برصيد خمسة أهداف ثم البطولة الثانية التي أقيمت على أرضه عام 1959  والتي كان هدافها أيضا لاعب مصري وهو محمود الجوهري برصيد ثلاثة أهداف، ثم لاحقا حقق المنتخب المصري الفوز ببطولة 1986 والتي أقيمت على أرضه أيضا وكان هداف البطولة اللاعب الكاميروني روجيه ميلا برصيد 4 أهداف، وبعدها بطولة 1998 التي أقيمت في بوركينا فاسو تحت قيادة المدرب محمود الجوهري والذي أصبح أول من يفوز باللقب الإفريقي كلاعب ومدرب، وكان هداف البطولة حسام حسن بالمساواة مع اللاعب الجنوب أفريقي بيني ماكارثي برصيد سبعة أهداف، ثم بعدها الثلاثية بقيادة حسن شحاتة والتي من خلالها احتفظت مصر بكأس البطولة مدى الحياة  والتي بدأت ببطولة 2006 التي أقيمت على أرضها، ثم بطولة 2008 في غانا وبطولة 2010 في أنجولا، ونتيجة لذلك قفز المنتخب المصري إلى المركز العاشر في تصنيف الاتحاد الدولي لكرة القدم (فيفا) لشهر فبراير 2010، وهو أفضل ترتيب يحققه منتخب إفريقي في التاريخ بعدما احتل منتخب نيجيريا الذهبي المركز الخامس عام 1994. ثم تقدم المنتخب المصري للمركز التاسع في تصنيف شهر يوليو 2010.، كما ان تم تصنيف حسن شحاتة كأفضل مدرب في أفريقيا عام 2010 في ترتيب الاتحاد الدولي لتاريخ وإحصاءات كرة القدم  وتم اختياره ضمن أفضل 5 مدربين في تاريخ القارة الأفريقية.
حقق المنتخب رقمًا قياسيًا جديدًا في بطولات كأس الأمم عامة بعد الفوز علي منتخب غانا في نهائي بطولة 2010، حيث لعب المنتخب المصري 19 مبارة على التوالي من دون تلقي أي هزيمة، وذلك منذ خسارتها أمام منتخب الجزائر 2-1 في بطولة 2004 التي أقيمت في تونس، وكان الرقم السابق مُسجل باسم المنتخب الكاميروني برصيد 14 مباراة خلال الفترة بين بطولتي 1984 و1988، وأزداد الرقم إلى 24 مباراة من خلال مشاركة المنتخب المصري في بطولة 2017 وقد توقف على هذا العدد بعد الهزيمة أمام المنتخب الكاميروني في نهائي البطولة.
كما حققت مصر رقماً قياسياً اخر وهو الفوز في تسعة مباريات متتالية، بدأت منذ الفوز على المنتخب الأنجولي بنتيجة 2-1 خلال كأس الأمم الأفريقية 2008، وكان الرقم السابق مُسجل باسم المنتخب الكاميروني أيضاً برصيد 5 انتصارات متتالية حققتها في بطولة 2002 التي أقيمت بمالي.
علاوة على ذلك، فإن المنتخب المصري أكثر المنتخبات مشاركة بأمم أفريقيا بعدد 26 مشاركة ويليه ساحل العاج بعشرون مشاركة ثم غانا بـ 19 مشاركة، كما أن مصر أكثر المنتخبات وصولا للمباراة النهائية بعدد 10 مرات ، بالإضافة إلى ان مصر أكثر الدول تنظيما للبطولة بعدد 5 مرات.
| 1957 | البطل            | 1976 | المركز الرابع | 1994 | الربع النهائي | 2012 | لم يتأهل |
| 1959 | البطل            | 1978 | لم يتأهل      | 1996 | الربع النهائي | 2013 | لم يتأهل |
| 1962 | الوصيف           | 1980 | المركز الرابع | 1998 | البطل         | 2015 | لم يتأهل |
| 1963 | المركز الثالث    | 1982 | انسحب         | 2000 | الربع النهائي | 2017 | الوصيف   |
| 1965 | انسحب بعد التأهل | 1984 | المركز الرابع | 2002 | الربع النهائي | 2019 | دور ال16 |
| 1968 | انسحب            | 1986 | البطل         | 2004 | الدور الأول   | 2021 | الوصيف   |
| 1970 | المركز الثالث    | 1988 | الدور الأول   | 2006 | البطل         |      |          |
| 1972 | لم يتأهل         | 1990 | الدور الأول   | 2008 | البطل         |      |          |
| 1974 | المركز الثالث    | 1992 | الدور الأول   | 2010 | البطل         |      |          |

#### البطولات الدولية الأخرى
| المسابقات الأفريقية: - كأس الأمم الإفريقية تحت 23 سنة - البطل (1):2019 - بطولة أفريقيا للشباب : - البطل (4):1981 · 1991 · 2003 · 2013 - بطولة أفريقيا للناشئين تحت 17 عاما - البطل مرة واحدة: 1997 - دورة الألعاب الأفريقية: الميدالية الذهبية(2): كينيا 1987 · زيمبابوي 1995 - أفضل منتخب إفريقي للسنة: - المرتبة الأولى (ثلاث مرات) : (1998)، (2008)، (2017) - المرتبة الثانية (7) - المرتبة الثالثة (1) - كأس الأمم الأفرو آسيوي: - ثلاث مرات الوصيف | المسابقات العربية: - دورة الألعاب العربية: - الميدالية الذهبية (3 مرات):1953، 1965، 2007 - كأس العرب لكرة القدم - البطل (1) :1992 ألعاب البحر الأبيض المتوسط: - - الميدالية الذهبية (مرة واحدة) - الميدالية الفضية (مرة واحدة) - الميدالية البرونزية (مرة واحدة) - دورة الألعاب الفرنكوفونية: - الميدالية البرونزية (مرة واحدة) |  |

### البطولات الدولية للأندية
على المستوى الأفريقي خاصة، فإن الفرق المصرية احتفظت بنفس مكانة المنتخب في الصدارة، وكذلك البطولة العالمية الوحيدة للأندية.

#### كأس العالم للأندية
منذ النسخة الثانية من انطلاق البطولة كان من المفترض مشاركة نادي الزمالك فيها بصفته بطل كأس الكؤوس الأفريقية لعام 2000 إلا أن البطولة ألغيت في هذه السنة وذلك عام 2001، وشارك بعدها النادي الأهلي في البطولة 10 مرات حيث حقق المركز السادس في بطولة 2005، ثم حقق الميدالية البرونزية  في بطولة 2006، ثم المركز السادس بطولة 2008، والمركز الرابع في بطولة 2012 والمركز السادس في بطولة 2013، ثم حقق الميدالية البرونزية في نسختي كأس العالم للأندية 2020 وكأس العالم للأندية 2022، ثم حقق المركز الرابع في بطولة 2022، وسيشارك في كأس العالم للأندية 2023، وسيشارك أيضاً في البطولة ذات النظام الجديد وهي كأس العالم للأندية 2025

#### دوري أبطال أفريقيا
الأندية المصرية هي الأكثر حصولا على لقب بطولة دوري أبطال أفريقيا بعدد 18 لقب، كما أن النادي الأهلي هو أكثر الأندية الأفريقية حصولا على البطولة بعدد 12 ألقاب ويليه الزمالك بـ5 ألقاب ثم الإسماعيلي بلقب واحد، بالإضافة إلى أن نادي غزل المحلة حمل الوصافة مرة واحدة.
كان أول فريق مصري يفوز بالبطولة هو النادي الإسماعيلي بعد تغلبه في دور النهائي على نادي نادي إنجلبير  حيث تعادلا في دور الذهاب 1-1 وفاز الإسماعيلي في العودة 2-1 عندما كانت تسمى البطولة "كأس أفريقيا للأندية البطلة" وذلك في 1969.
أحتفظ كلا من نادي الزمالك والأهلي بثلاثة كؤووس إلى الأبد (اثنان مع الأهلي وواحد مع الزمالك) حيث أن طبقا لقوانين الاتحاد الإفريقي لكرة القدم فإن الكأس الخاصة بالبطولة تنتقل كل عام من مقر النادي البطل السابق إلى مقر النادي البطل الجديد. مع تقديم نسخة بديلة للبطل السابق أما إذا تمكن أحد الأندية من الفوز بها ثلاث مرات متتالية أو غير متتالية يحق لة الاحتفاظ بكأس البطولة إلى الأبد.

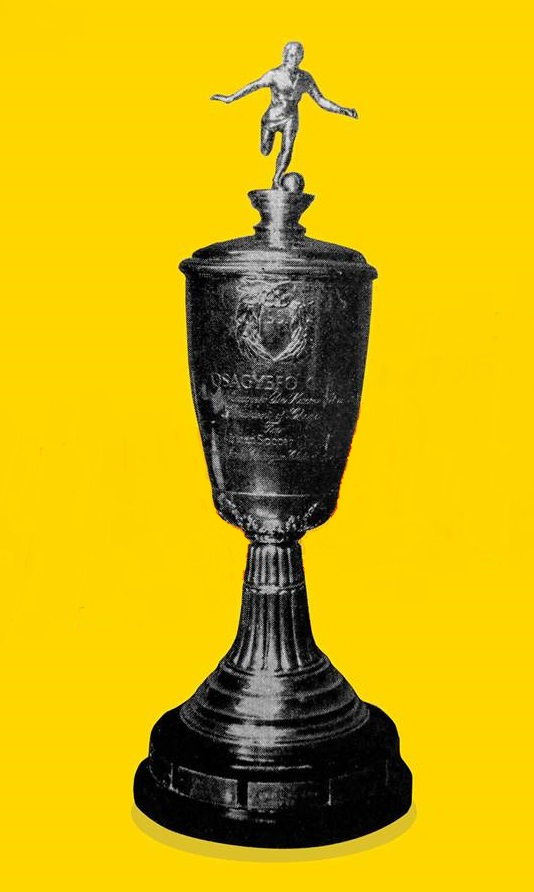
كأس البطولة الأول (من 1964 إلى 1977) والذي حصل عليه الإسماعيلي
شكل الكأس (1978 - 1993) والذي احتفظ به الزمالك
شكل الكأس (1994 - 2006) والذي احتفظ به الأهلي
شكل الكأس (2007 - 2013) والذي احتفظ به الأهلي

#### كأس الاتحاد الكونفدرالي الأفريقي
أول فريق مصري يفوز بالبطولة هو النادي الأهلي وذلك في بطولة 2014 بعد صعوده لدور النهائي مع نادي سيوي سبورت الإيفواري حيث هزم في الدور الأول في سان بيدرو بنتيجة 2–1 وفاز بمباراة العودة بالقاهرة بنتيجة 0–1.
كما حقق نادي الزمالك الكأس في عام 2019 بعد فوزه بركلات الترجيح على نادي النهضة البركانية المغربي، حيث هُزم في مباراة الذهاب بواحد لصفر وفاز بمباراة العودة بواحد لصفر، ليحتكم بعدها الحكم لضربات الترجيح والتي انتهت بنتيجة 5-4 كما حقق اللقب مرة أخرى عام 2024 بعد أن فاز على نادي النهضة البركانية المغربي حيث هزم في الذهاب بنتيجة 2/1 وفي العودة فاز بنتيجة 0/1 ليتوج بالبطولة للمرة الثانية في تاريخه

#### كأس الكؤوس الأفريقية
وهي بطولة سابقة معادلة لكأس الاتحاد الكونفدرالي، بدأت البطولة عام 1975 وألغيت عام 2004 وهي بطولة يتأهل إليها كل الاندية الإفريقية الفائزة بالكأس في بلدها.
الأندية المصرية هي الأكثر تتويجا باللقب بعدد 8 ألقاب، وكذلك النادي الأهلي هو الأكثر تتويجا بها في القارة بعدد 4 ألقاب ويليه مصريا وقاريا المقاولون العرب بعدد 3 ألقاب، ثم الزمالك بلقب واحد.

#### كأس السوبر الأفريقي
الأندية المصرية هي الأكثر حصولا على لقب البطولة بعدد 12 لقب، كما أن النادي الأهلي هو الفريق المصري الأكثر تتويجا بها بعدد 8 ألقاب ويليه نادي الزمالك بعدد 4 ألقاب بالإضافة لكون الزمالك هو الفريق المصري الأول الذي حقق اللقب في بطولة 1994 بعد تغلبه على النادي الأهلي بملعب البنك الوطني الأول بجنوب أفريقيا، كما أن نادي المقاولون العرب حقق الوصافة مرة واحدة في بطولة 1997

### البطولات المحلية للأندية

#### الدوري المصري الممتاز

شعار بطولة الدوري المصري الممتاز، والذي تم إتخاذه بدءا من 2016

وهو بطولة الدوري الأعلى مستوى في مصر وأهم البطولات المصرية المحلية على الإطلاق، كما أن الدوري المصري الممتاز يعد واحدًا من أقوى وأقدم بطولات كرة القدم في الشرق الأوسط وأفريقيا.
أقيم الموسم الأول يوم 22 أكتوبر عام 1948، وتشكّل من 11 فريقًا في مجموعة واحدة. ومنذ ذلك الحين، تغير نظام المسابقة العديد من المرات، فقد أقيم 63 موسم من عمر الدوري ، جميعهم كان بنظام المجموعة الواحدة باستثناء 6 مواسم كانوا بنظام المجموعتين. الحد الأدنى من عدد الفرق المشاركة في موسم واحد كان 10 فرق وتم ذلك في 9 مواسم، فيما كان العدد الأعلى هو 24 فريق وتم ذلك في 3 مواسم.
نظام المسابقة الحالي يكون بمنافسة 18 فريقاً في 376 مباراة مقسمة إلى 36 مرحلة، يلعب كل فريق 17 مباراة ذهابًا، و17 مباراة أخرى إيابًا بحيث تكون مرحلة الذهاب علي ملعب أحد الفريقين ومرحلة الإياب علي ملعب الفريق الأخر. ويحصل الفائز علي ثلاث نقاط والمتعادل علي نقطة واحدة. وصاحب أكبر عدد من النقاط في نهاية الموسم يتوج بدرع الدوري.
الدرع الأول للبطولة بقى متداولا منذ صناعته موسم 49-50 وحتى صناعة آخر جديد في موسم 2016-2016. الدرع القديم كان على شكل طبق من الفضة الخالصة قطره 95 سم، ومُحاط بإطار خشبي. وأبقى الدرع الجديد على الشكل الدائري ونقش عليه ثلاثة نجوم إضافة إلى أهرامات الجيزة الثلاثة وشعار الاتحاد المصري لكرة القدم.
النادي الأهلي هو الفريق الأكثر تتويجًا باللقب حتى الآن حيث توج 40 مرة، ويليه الزمالك الذي توج بالدرع 12 مرة، ويليهما الإسماعيلي بـ3 مرات، وفاز بلقب الدوري مرة واحدة كلاً من: الترسانة، الأوليمبي، غزل المحلة والمقاولون العرب.
| الأهلي          | 40 | 11 | 1948–49، 1949–50، 1950–51، 1952–53، 1953–54، 1955–56، 1956–57، 1957–58، 1958–59، 1960–61، 1961–62، 1974–75، 1975–76، 1976–77، 1978–79، 1979–80، 1980–81، 1981–82، 1984–85، 1985–86، 1986–87، 1988–89، 1993–94، 1994–95، 1995–96، 1996–97، 1997–98، 1998–99، 1999–2000، 2004–05، 2005–06، 2006–07، 2007–08، 2008–09، 2009–10، 2010–11، 2013–14، 2015–16، 2016-17 |  |
| الزمالك         | 12 | 32 | 1959–60، 1963–64، 1964–65، 1977–78، 1983–84، 1987–88، 1991–92، 1992–93، 2000–01، 2002–03، 2003–04، 2014–15 |  |
| الإسماعيلي      | 3  | 6  | 1966–67، 1990–91، 2001–02 |  |
| الترسانة        | 1  | 5  | 1962–63 |  |
| غزل المحلة      | 1  | 1  | 1972–73 |  |
| الأوليمبي       | 1  | 0  | 1965–66 |  |
| المقاولون العرب | 1  | 0  | 1982–83 |  |

#### الدوريات بعد الدوري الممتاز
- دوري القسم الثاني أو الدوري المصري الممتاز ب هو الدوري الثاني بعد الدوري المصري الممتاز وتشارك أندية دوري الممتاز ب في بطولة كأس مصر، وتتأهل ثلاثة فرق من ست مجموعات إلى الدوري المصري الممتاز بينما تهبط ثلاثة فرق من كل مجموعة إلى القسم الثالث.
- دوري القسم الثالث هو الدوري الثالث بعد دوري القسم الثاني المصري، حيث يتأهل ثلاث فرق من ست مجموعات إلى دوري الدرجة الثانية المصري، بينما تهبط ثلاثة فرق أخرى من كل مجموعة إلى القسم الرابع.
- دوري القسم الرابع هو آخر دوري في سلسلة الدوريات المصرية بعد القسم القسم الثالث، حيث يتأهل ثلاث فرق من ست مجموعات إلى دوري الدرجة القسم الثالث ويهبط ثلاث فرق من القسم الثالث للقسم الرابع.

#### كأس مصر

كأس بطولة كأس مصر

تعد بطولة كأس مصر أقدم بطولة كرة قدم مصرية حيث أنشأت البطولة عام 1921 وقد تم إيقافها لمدة أربع سنوت ما بين 1968 حتى 1971 بسبب الحرب التي نشبت بين مصر وإسرائيل في عام 1967 وقتما أحتلت إسرائيل شبه جزيرة سيناء، ثم توقفت مرة أخرى في دورة 1973-74 بسبب قيام القوات المسلحة المصرية بشن الحرب على إسرائيل في 1973 وإخراج القوات الإسرائيلة من سيناء، وتوقفت البطولة بعد ذلك أربع مرات لأسباب مختلفة.
توج نادي المختلط (الزمالك) باللقب في أول بطولة أقيمت في 1921-22 وهو ثاني أكثر الفرق تتويجا بلقب البطولة بعد النادي الأهلي، حيث فاز نادي الزمالك باللقب 26 مرة والأهلي 36 مرة، ويأتي بعدهم كل من الاتحاد السكندري والترسانة بستة ألقاب لكل منهما، ثم المقاولون العرب بثلاثة ألقاب ثم الإسماعيلي والأوليمبي وإنبي بلقبين لكل فريق، ثم المصري وحرس الحدود والترام والقناة بلقب واحد لكل فريق.
حل نادي الأهلي وصيفا للبطولة 15 مرة، ونادي الزمالك 13 مرة، ثم الاتحاد السكندري والمصري 8 مرات، والاسماعيلي 4 مرات، ثم كل من الترسانة والمقاولون العرب ثلاث مرات، والأوليمبي وإنبي مرتان، ثم ناديي الترام والقناة مرة واحدة.
أما الأندية التي احتلت الوصافة فقط فيأتي أولهم نادي السكة الحديد حيث أحتل المركز الثاني 7 مرات، ثم غزل المحلة بـ6 مرات، ثم منتخب السويس والشرطة مرتين لكل منهما، ثم أسوان والمنصورة وبلدية المحلة ووادي دجلة وسموحة مرة واحدة.
| الأهلي           | 36 | 15 | 1924, 1925, 1927, 1928, 1930, 1931, 1937, 1940, 1942, 1943, 1945, 1946, 1947, 1949, 1950, 1951, 1953, 1956, 1958, 1961, 1966, 1978, 1981, 1983, 1984, 1985, 1989, 1991, 1992, 1993, 1996, 2001, 2003, 2006, 2007، 2017 منهم مرتان مشاركة مع الزمالك |
| الزمالك          | 27 | 13 | 1922, 1932, 1935, 1938, 1941, 1943, 1944, 1952, 1955, 1957, 1958, 1959, 1960, 1962, 1975, 1977, 1979, 1988, 1999, 2002, 2008, 2013, 2014, 2015, 2016، 2018 ،2019 منهم مرتان مشاركة مع الأهلي                                                        |
| الاتحاد السكندري | 6  | 8  | 1926، 1936، 1948، 1963، 1973، 1976 |
| الترسانة         | 6  | 3  | 1923, 1929, 1954, 1965, 1967, 1986 |
| المقاولون العرب  | 3  | 3  | 1990, 1995, 2004 |
| الإسماعيلي       | 2  | 4  | 1997, 2000 |
| الأوليمبي        | 2  | 2  | 1933, 1934 |
| إنبي             | 2  | 2  | 2005, 2011 |
| حرس الحدود       | 2  | 0  | 2009, 2010 |
| المصري           | 1  | 8  | 1998 |
| القناة           | 1  | 1  | 1998 |
| الترام           | 1  | 1  | 1939 |

## ملاعب كرة القدم
يوجد بمصر 24 ملعب كرة قدم قانوني وأهمها ما يلي

### ستاد برج العرب

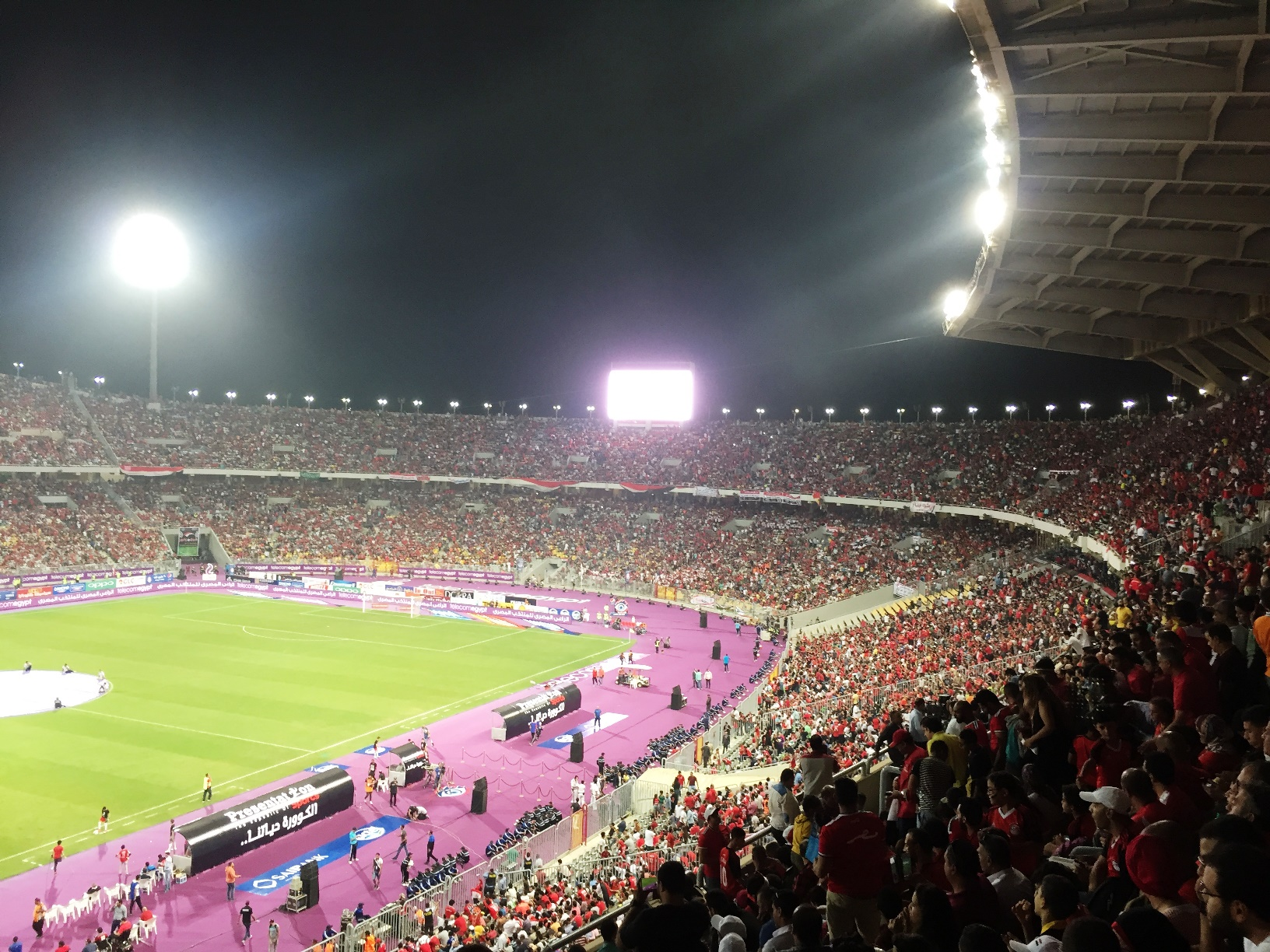
ستاد برج العرب

ستاد برج العرب الدولي أو ستاد الجيش المصري يعتبر واحدا من أكبر الاستادات في الشرق الأوسط وفي مصر حيث كان مصمم خصيصا لبطولة كأس العالم لكرة القدم 2010، والملعب مقام على مساحة 145 فدان ومقام حوله سور بطول 3 كم وشبكة طرق داخلية تبلغ 6 كم وموقف للسيارات يتسع10 آلاف سيارة و2000 أتوبيس بالإضافة إلى مهبط للطائرات وهناك 17 بوابة إلكترونية والمقصورة الرئيسية مغطاة بمظلة تغطى 50% من نسبة الإستاد وهي أكبر مظلة في الشرق الأوسط طولها 500 متر والبعد 80 متر ومساحتها 15 ألف متر مربع بما يوازى 5 فدان.

### ستاد الإسكندرية

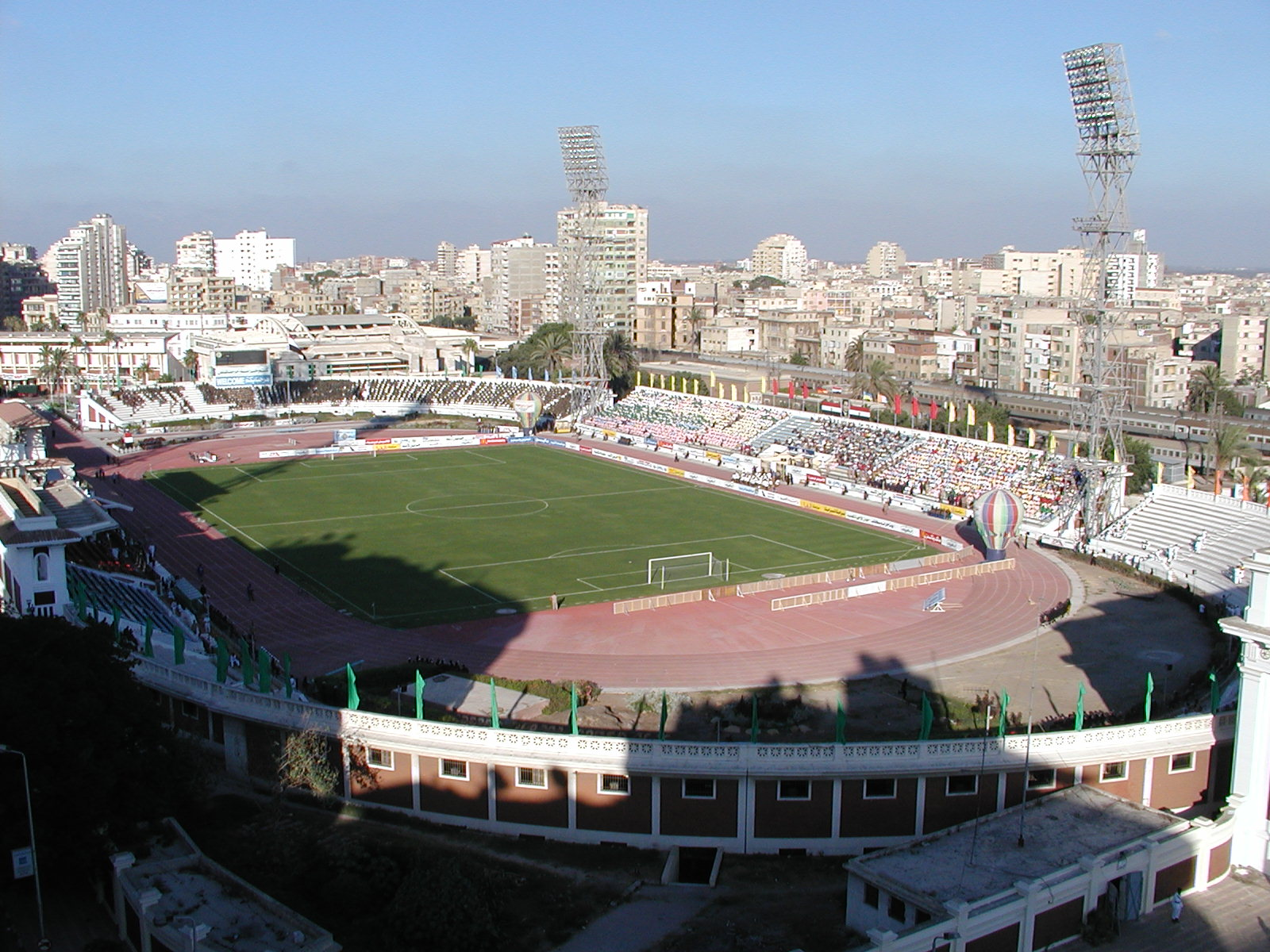
ستاد الإسكندرية

ويعد أقدم ملعب لكرة القدم في أفريقيا والوطن العربي، تم تأسيسه عام 1929 ويتسع الأستاد لحوالى 20,000 متفرج. يعتبر هو الاستاد الرسمي لنادي الاتحاد السكندري زعيم الثغر يقع موقعه في حي محرم بك يعتبر هذا الاستاد حينما يكون مملوءا بجماهير الاتحاد من اشرس استادات العالم فجماهير الاتحاد لا تهوي الخسارة علي الأرض وشهد العديد من اللقاءات الدولية أيضا علي مر السنين يعرف عنه انه أول ملعب في الوطن العربي يتم تركيب ابراج انارة فيه.

### ستاد القاهرة

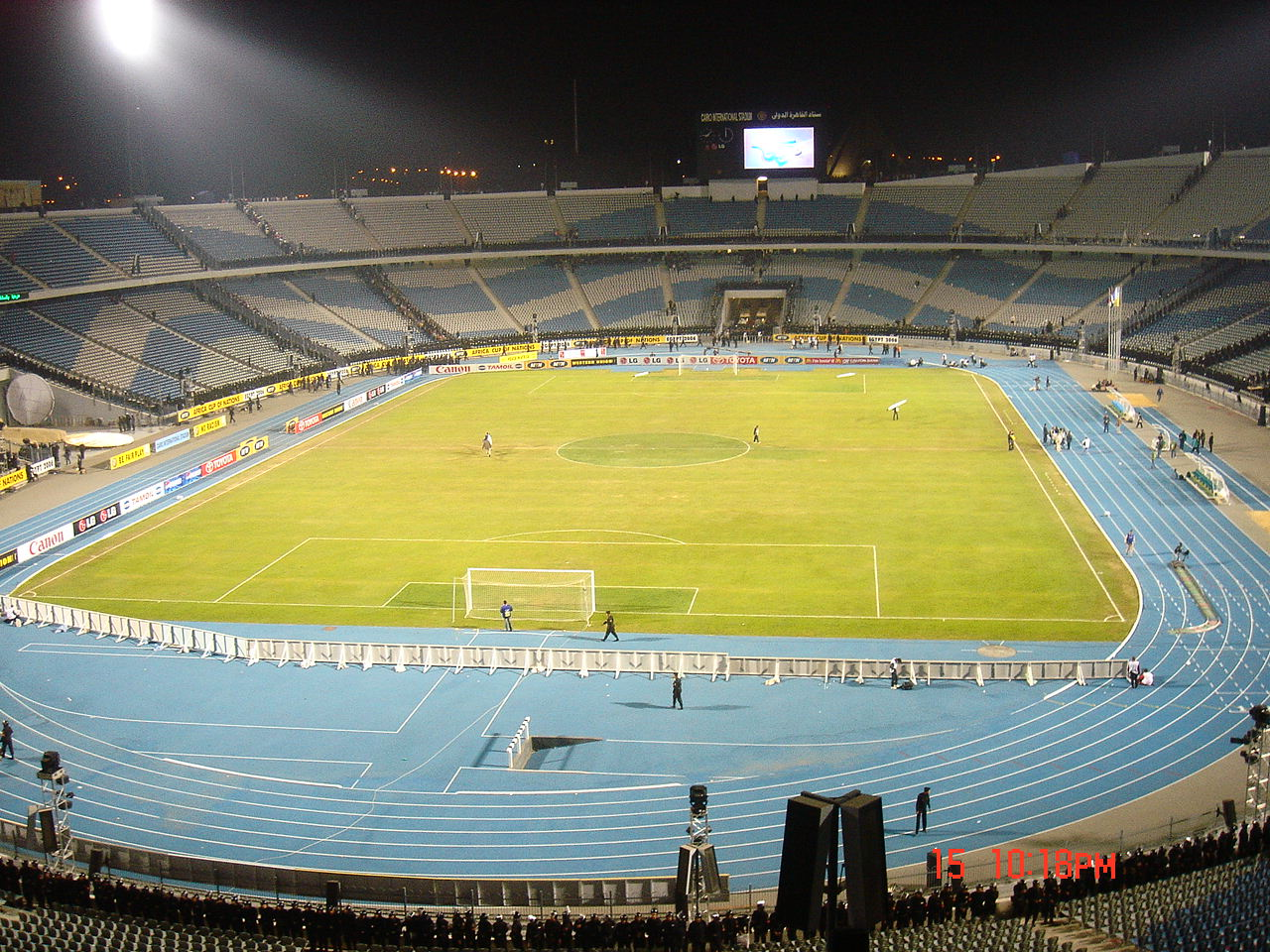
ستاد القاهرة

هو الاستاد الرسمي للمنتخب المصري لكرة القدم أسس عام 1958 في عهد الرئيس جمال عبد الناصر تحت اسم ستاد ناصر وجدد عام 2004 بمبلغ مائة وخمسون مليون جنيه.وقد شهد هذا الملعب كأس الأمم الأفريقية لعام 2006 والتي فازت بها مصر ويتسع إلى 74,100 متفرج.
يعتبر ستاد القاهرة الدولي هو الأول من نوعه ذو المعايير الأوليمبية في منطقة الشرق الأوسط وأفريقيا ويقع في منطقة مدينة نصر شمال شرق القاهرة قام بتصميمه المهندس المعماري الألماني "فيرنر مارش"وهو نفس المهندس الذي قام بتصميم الاستاد الأولمبي في برلين الذي استضاف دورة الألعاب الأولمبية في سنة 1936، وقد اكتمل بناؤه عام 1960 وافتتحه الرئيس الراحل جمال عبد الناصر في احتفالات ثورة يوليو في نفس العام.

### ستاد المقاولون العرب
ويعرف كذلك باسم ستاد عثمان أحمد عثمان، هو ستاد متعدد الاستخدامات يقع في مدينة القاهرة في مصر. وهو حاليا يستخدم في الغالب في مباريات كرة القدم حيث يستضيف مباريات العودة لنادي المقاولون العرب ويتسع الأستاد لأكثر من35.000 متفرج.

### ستاد الكلية الحربية

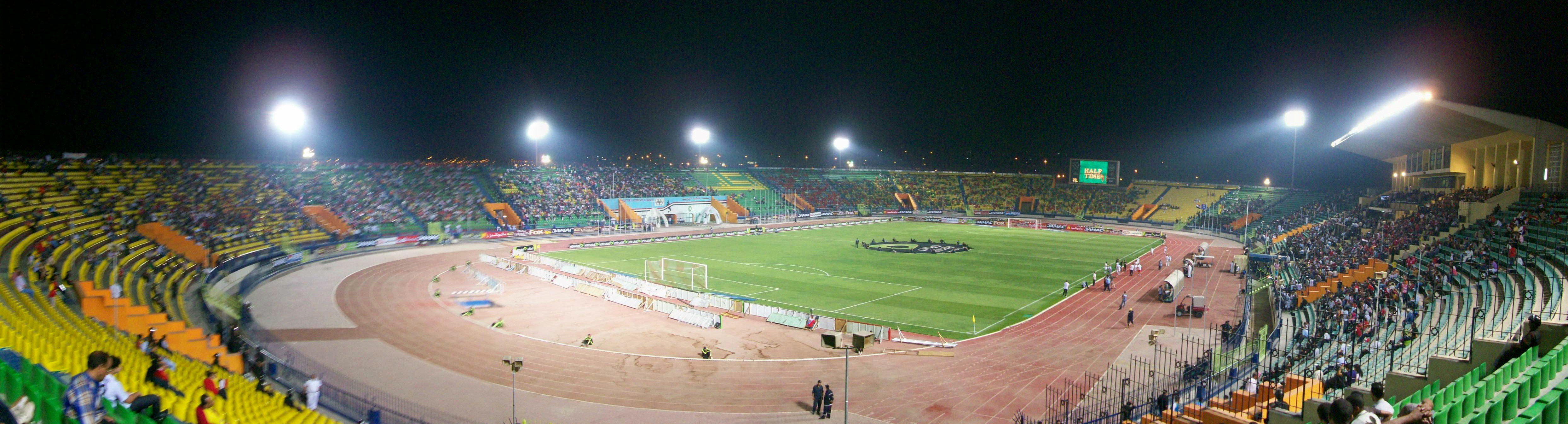
ستاد الكلية الحربية

ستاد الكلية الحربية يقع بالقاهرة ويتسع لعدد 28500 متفرج وهو واحد من ستة ستادات تم اختيارها أثناء كأس الأمم الأفريقية 2006 التي نظمت في مصر. ستبدأ خطة هذا العام (2009) لتطويره بحيث يتسع لـ 65000 متفرج.

### ستاد الإسماعيلية
ستاد الإسماعيلية هو ستاد متعدد الاستخدامات يقع في مدينة الإسماعيلية في مصر. وهو يستضيف مباريات العودة لنادي الإسماعيلي. وهو واحد من ستة ستادات تم استخدامها في كأس الأمم الأفريقية لكرة القدم 2006 التي عقدت في مصر وقد كان أيضا من الملاعب التي استضافت مباريات كأس العالم للشباب 2009 بمصر الأستاد سعته 18,525 متفرج.

### ستاد بورسعيد
ستاد بورسعيد أو ستاد النادي المصري هو ستاد متعدد الاستخدامات يقع في مدينة بورسعيد في مصر.وهو حاليا يستخدم في مباريات كرة القدم حيث يعد الملعب الرسمي لنادي المصري. أسس عام 1953 وافتتح رسميا في أكتوبر عام 1955 بحضور السيد حسين الشافعي وزير الشؤون الاجتماعية بالنيابة عن الرئيس جمال عبد الناصر، كما تم استخدامه في بطولة كأس الأمم الأفريقية لكرة القدم 2006، كما تم ايقاف اللعب فيه لمدة خمس سنوات بقرار من الاتحاد المصري لكرة القدم في سلسلة العقوبات التي طبقت بعد حادث ستاد بورسعيد.

### ستاد حرس الحدود
وهو ستاد متعدد الاستخدامات يقع في مدينة الإسكندرية في مصر. وهو حاليا يستخدم في مباريات كرة القدم كما تم استخدامه في كأس الأمم الأفريقية لكرة القدم 2006 التي عقدت في مصر. يتسع الأستاد لحوالى 22,000 متفرج والملعب محاط بمضمار لألعاب القوى وهو على هيئة شكل مستطيل كما يحتوى على أركان قائمة الزاوية بدلا من الأركان المنحنية التقليدية، ويعد الملعب الرئيسي لنادي حرس الحدود.

## معلومات
1. ↑  تغير اسم نادي الزمالك عدة مرات، فقد تأسس بمسمى نادي قصر النيل منذ تأسيسه عام 1911 حتى 1913، ثم تغير اسمه إلى المختلط نسبة إلى المحاكم المختلطة والتي كان أحد أفرادها سعد زغلول رائد الحركة الوطنية المصرية. ثم تغير اسمه مرة أخرى إلى نادي فاروق وكان ذلك في عام 1944 عندما حضر ملك مصر (فاروق الأول) مباراة نهائي كأس مصر التاريخية بين الزمالك والأهلي المصري وفاز الزمالك فيها على الأهلي 6-0 مما جعله يطلب من (حيدر باشا) وزير الحربية، ورئيس النادي وقتها أن يغير اسم النادي إلى (نادي فاروق) وتولي إسماعيل بك شيرين من أسرة محمد علي منصب نائب رئيس النادي. ومع ثورة 23 يوليو 1952 تغير الاسم مرة ثالثة إلى اسمه النهائي, وهو نادي الزمالك.
2. ↑  عدد السكان في الإسكندرية حوالي 5 ملايين نسمة بينما بورسعيد حوالي مليون نسمة.
3. ↑  تخلفا عن المشاركة في موسمين فقط.
4. ↑  تأسس النادي الإسماعيلي تحت مسمى نادي النهضة.
5. ↑  الثالثة يمين بمعنى مكان جلوسهم في مدرجات المشجعين في الدرجة الثالثة من ناحية اليمين.
6. ↑  كانت البطولة وقتها مكونة من 16 فريق تعتمد على خروج المغلوب.
7. ↑  كان نظام النقاط في الفيفا قبل 1994 يعتمد على منح الفريق الفائز نقطين والمتعادل نقطة، ثم تغير القانون بمنح الفائز ثلاث نقاط لتحفيز الفرق على الفوز.
8. ↑  لعبت مصر بمسمى الجمهورية العربية المتحدة.
9. ↑  بطولة أفريقيا للشباب هي بطولة تماثل كأس الأمم الأفريقية للاعبين تحت 20 سنة.
10. ↑  دورة الألعاب الأفريقية  أو ألعاب عموم أفريقيا بطولة أوليمبية تقام كل 4 سنوات.
11. ↑  جائزة تمنح من الكاف لأفضل منتخب أفريقي.
12. ↑  دورة الألعاب العربية بطولة متعددة الرياضات أنشأت عام 1947.
13. ↑  كأس العرب هي بطولة أقيمت تسعة مرات منذ عام 1963 ولا يوجد موعد محدد لإجرائها.
14. ↑  ألعاب البحر المتوسط أو الألعاب المتوسطية هي حدث رياضي يقام كل أربع سنوات للدول المطلة على البحر المتوسط.
15. ↑  دورة الألعاب الفرنكوفوني بطولة ألعاب أوليمبية للهواة والمحترفين.
16. ↑  الميدالية البرونزية تعادل المركز الثالث.
17. ↑  نادي إنجلبير الكونغولي الذي يسمى حاليا تي بي مازيمبي.
18. ↑  لم يكتمل سوى 6 منهم.